# Albina Jómich
Albina Víktorovna Jómich –en ruso, Альбина Викторовна Хомич– (Kuitun, URSS, 24 de agosto de 1976) es una deportista rusa que compitió en halterofilia.
Ganó cuatro medallas en el Campeonato Mundial de Halterofilia entre los años 1994 y 2003, y ocho medallas en el Campeonato Europeo de Halterofilia entre los años 1995 y 2003.

## Palmarés internacional
| Campeonato Mundial | Campeonato Mundial      | Campeonato Mundial | Campeonato Mundial |
| Año                | Lugar                   | Medalla            | Categoría          |
| ------------------ | ----------------------- | ------------------ | ------------------ |
| 1994               | Estambul (Turquía)      | Medalla de bronce  | 76 kg              |
| 2001               | Antalya (Turquía)       | Medalla de oro     | +75 kg             |
| 2002               | Varsovia (Polonia)      | Medalla de plata   | +75 kg             |
| 2003               | Vancouver (Canadá)      | Medalla de plata   | +75 kg             |
| Campeonato Europeo |                         |                    |                    |
| Año                | Lugar                   | Medalla            | Categoría          |
| 1995               | Beer Sheva (Israel)     | Medalla de oro     | 76 kg              |
| 1996               | Praga (República Checa) | Medalla de oro     | 83 kg              |
| 1997               | Sevilla (España)        | Medalla de plata   | 83 kg              |
| 1999               | La Coruña (España)      | Medalla de plata   | +75 kg             |
| 2000               | Sofía (Bulgaria)        | Medalla de bronce  | +75 kg             |
| 2001               | Trenčín (Eslovaquia)    | Medalla de oro     | +75 kg             |
| 2002               | Antalya (Turquía)       | Medalla de bronce  | +75 kg             |
| 2003               | Lutraki (Grecia)        | Medalla de oro     | +75 kg             |